# Cantabras Dorsum
Il Cantabras Dorsum è una struttura geologica della superficie di Marte.